# Desulfonatronovibrio thiodismutans
 (novembre 2021).
Espèce
Desulfonatronovibrio thiodismutans est une espèce de bactérie extrêmophile, anaérobie, haloalcalophiles réductrice de sulfate. Elle est capable de croître de manière lithotrophe par dismutation de thiosulfate et de sulfite. 
Elle a été isolée dans les sédiments du lac de soude Tanatar-5, dans l'Altaï en Russie, dans la Sibérie du sud-est.